# Lawotschkin La-190
Die Lawotschkin La-190 (russisch Лавочкин Ла-190) war ein sowjetisches Überschall-Abfangjagdflugzeug. Sie entstand zum Anfang der 1950er-Jahre als Parallelentwurf zur MiG-19. Sie existierte nur als Prototyp, stattdessen ging ihr Konkurrenzmuster in Serienproduktion.

## Entwicklung
Nachdem die La-176 als erstes sowjetisches Flugzeug Überschallgeschwindigkeit erreicht hatte, entwickelte Semjon Lawotschkin das Muster ab Anfang 1949 zur La-190 weiter. Der Rumpf wurde um etwa fünf Meter verlängert. Die Tragflächen erhielten eine von 45° auf 55° erhöhte Vorderkantenpfeilung, hatten aber im Gegensatz zur La-176 keine Grenzschichtzäune. Das Leitwerk war in Deltaform ähnlich dem der kurze Zeit später gebauten Jak-1000 ausgeführt. Das Fahrwerk war in Tandembauweise ausgeführt, das heißt, am Rumpf befand sich das Bug- sowie ein doppelt bereiftes Hauptrad und an den Tragflächenenden je ein Stützrad. Weitere Unterschiede zum Vorgänger waren die Mitteldeckeranordnung der Tragflächen am Rumpf sowie die Verwendung des wesentlich stärkeren Ljulka-AL-5-Triebwerkes.
Ab Februar 1951 erfolgte die Flugerprobung. Stabilitätsprobleme im hohen Geschwindigkeitsbereich sowie schlechtere Leistungen im Vergleich zur MiG-19 erwirkten nach acht Flügen eine Einstellung des Programms und Lawotschkin wandte sich seinem letzten Jägerprojekt, dem schweren Abfangjäger La-250, zu.

## Technische Daten
| Kenngröße             | Daten                                                           |
| --------------------- | --------------------------------------------------------------- |
| Besatzung             | 1                                                               |
| Länge                 | 16,35 m                                                         |
| Spannweite            | 9,90 m                                                          |
| Höhe                  | 4,4 m                                                           |
| Leermasse             | 7.315 kg                                                        |
| Startmasse            | maximal 9.257 kg                                                |
| Triebwerk             | ein Ljulka AL-5                                                 |
| Standschub            | 5.000 kp                                                        |
| Höchstgeschwindigkeit | 1.190 km/h in 5.000 m Höhe (errechnet) 820 km/h in 7.000 m Höhe |
| Marschgeschwindigkeit | 965 km/h (errechnet)                                            |
| Steiggeschwindigkeit  | maximal 3.340 m/min (errechnet)                                 |
| Steigzeit             | 1,5 min auf 5.000 m                                             |
| Dienstgipfelhöhe      | 15.600 m (errechnet)                                            |
| Reichweite            | 1.150 km (errechnet)                                            |
| Bewaffnung            | zwei 37-mm-Kanonen N-37 im Bug                                  |